# Nova Era (Minas Gerais)
Nova Era é um município brasileiro no interior do estado de Minas Gerais, Região Sudeste do país. Localiza-se a leste da capital do estado, distando desta cerca de 140 km. Ocupa uma área de 361,926 km², sendo que 3,7 km² estão em perímetro urbano, e sua população em 2022 era de 17 438 habitantes.
A sede tem uma temperatura média anual de 21,4 °C e na vegetação original do município predomina a Mata Atlântica. Com 88% da população vivendo na zona urbana, Nova Era contava, em 2009, com 12 estabelecimentos de saúde. O seu Índice de Desenvolvimento Humano (IDH) é de 0,709, classificado como alto em relação à média nacional.
No começo do século XVIII, bandeirantes seguiam pela região à procura de metais preciosos, sendo Antônio Dias de Oliveira, o responsável por fundar o Arraial de São José da Lagoa em 19 de março de 1703. A extração do ouro atraiu a vinda dos primeiros moradores, mas com a decadência da exploração aurífera, a atividade garimpeira foi substituída pela agropecuária. Em sequência ao desenvolvimento da localidade, foi criado o distrito, subordinado a Itabira, em 1848, sendo emancipado com a denominação de Nova Era em 1938.
A extração mineral, o comércio e a prestação de serviços configuram-se como prevalecentes fontes empregadoras da população novaerense. A culinária, o artesanato, as manifestações tradicionais populares e eventos festivos, tais como o Carnaval, a Cavalgada e as comemorações religiosas das festas de São José da Lagoa, padroeiro municipal, ao lado do aniversário da cidade, e do dia de Nossa Senhora do Rosário são algumas das principais manifestações culturais.

## História
No começo do século XVIII, bandeirantes seguiam pela região do atual município de Nova Era à procura de pedras e metais preciosos. Em 19 de março de 1703, foi fundado o Arraial de São José da Lagoa, por ocasião da passagem de Antônio Dias de Oliveira e dos irmãos Camargos, pelas margens até hoje muito auríferas do rio Piracicaba. O nome recebido pela localidade é uma referência ao padroeiro daquele dia, São José, tendo se estabelecido como um grande centro de mineração. O povoamento inicial é atribuído a João Correia da Silva, bisneto de Amador Bueno, o aclamado de São Paulo. Ao lado de sua esposa, Maria Pedroso de Morais, João Correia instalou uma fazenda à margem do Rio de Peixe, ainda nos primeiros anos do século XVIII.
A decadência da produção aurífera no estado mineiro, devido tanto à exaustação das minas quanto ao rigor fiscal, levou à substituição da atividade garimpeira pela agropecuária. Foram abertas várias fazendas ao redor do povoado, que por sua vez observou um crescimento do comércio e do artesanato. Em 1750, São José da Lagoa configurava-se como capela curada pertencente à Freguesia de Rio Piracicaba, depois de ter estado, eclesiasticamente subordinada a Caeté e, posteriormente, a Santa Bárbara. Em 1832, ainda sob a condição de capela curada, passou a pertencer à Freguesia de Antônio Dias, transformando-se em distrito subordinado a Itabira pela lei provincial nº 384, de 9 de outubro de 1848, dada a criação da paróquia.
Dado o desenvolvimento, o distrito é emancipado pelo decreto-lei estadual nº 148, de 17 de dezembro de 1938, com a denominação de Presidente Vargas, passando a denominar-se Nova Era pelo decreto-lei estadual nº 1058, de 31 de dezembro de 1943, mediante escolha feita pelo então governador Benedito Valadares. Nesta ocasião, é observado um novo fluxo de desenvolvimento devido à chegada da Estrada de Ferro Vitória a Minas (EFVM) e à instalação das indústrias de João Monlevade e da atual Região Metropolitana do Vale do Aço, as quais Nova Era passa a ter acesso facilitado com a estruturação da BR-381.

## Geografia
A área do município, segundo o Instituto Brasileiro de Geografia e Estatística (IBGE), é de 361,926 km², sendo que 3,74 km² constituem a zona urbana. Situa-se a 19º45'00" de latitude sul e 43°02'15" de longitude oeste e está a uma distância de 132 quilômetros a leste da capital mineira. Seus municípios limítrofes são Santa Maria de Itabira, a norte; Itabira, a oeste; Bela Vista de Minas, a sudoeste; São Domingos do Prata, a sul; e Antônio Dias, a leste e norte.
De acordo com a divisão regional vigente desde 2017, instituída pelo IBGE, o município pertence às Regiões Geográficas Intermediária de Ipatinga e Imediata de João Monlevade. Até então, com a vigência das divisões em microrregiões e mesorregiões, fazia parte da microrregião de Itabira, que por sua vez estava incluída na mesorregião Metropolitana de Belo Horizonte.

### Relevo, hidrografia e meio ambiente

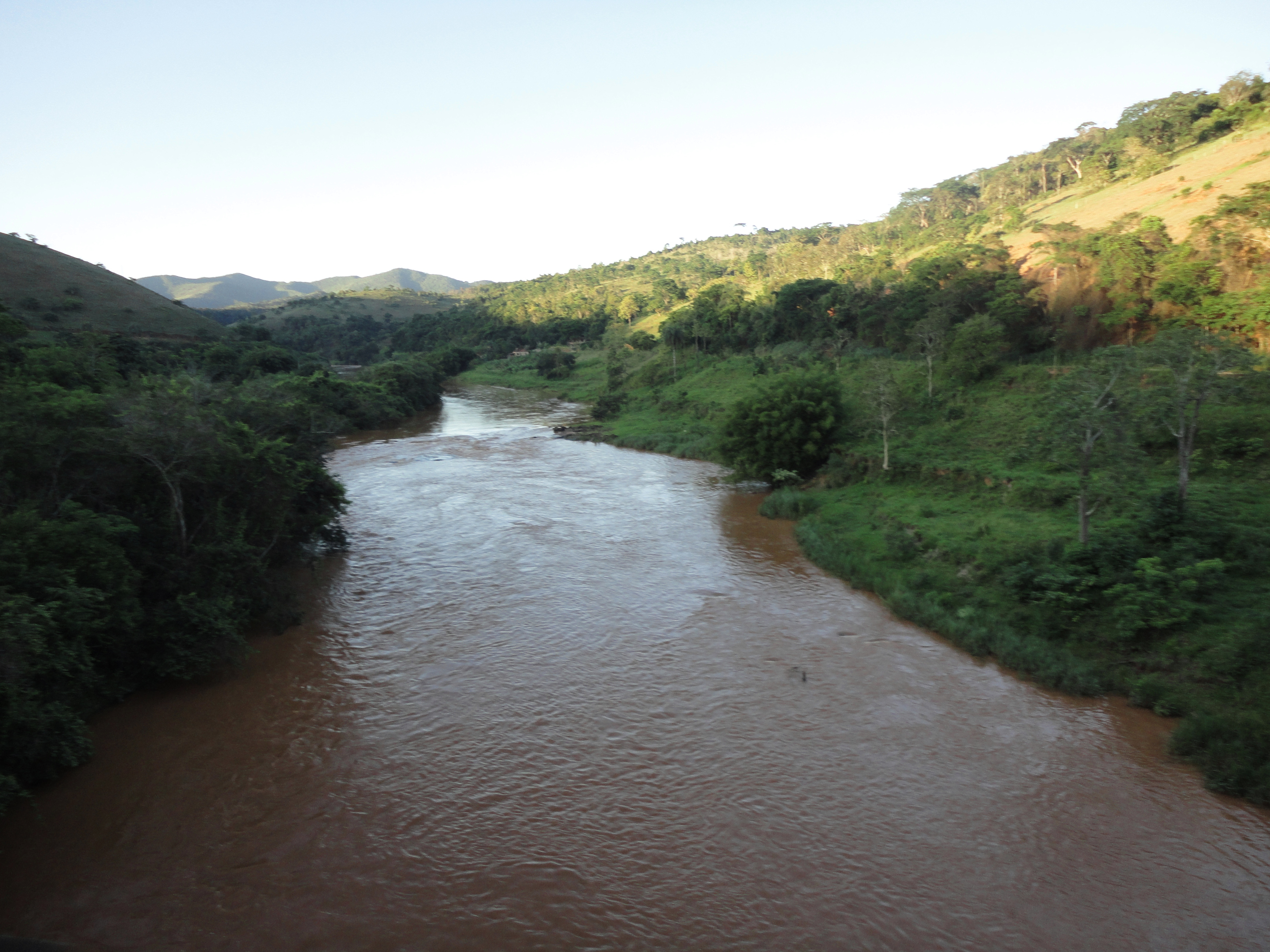
Rio Piracicaba na zona rural de Nova Era

O relevo do município de Nova Era é predominantemente montanhoso. Aproximadamente 70% do território novaerense é coberto por terrenos montanhosos, enquanto que 25% são áreas onduladas e ocupadas por mares de morros e os 5% restantes são lugares planos. A altitude máxima encontra-se no Alto dos Passos, que chega aos 1 222 metros, enquanto que a altitude mínima está na foz do córrego Barbosa, com 790 metros. Já o ponto central da cidade está a 524,46 m. A vegetação original corresponde ao domínio da Mata Atlântica, cujas reservas remanescentes ocupavam 6 437 hectares em 2011, ou 17,8% da área total municipal. Há considerável presença do reflorestamento com eucalipto para abastecer a usina da Cenibra, situada no município de Belo Oriente.
Os principais cursos hidrográficos que passam por Nova Era são os rios Piracicaba, Tanque e da Prata, o ribeirão Correntes e o córrego Barbosa, que fazem parte da bacia do rio Doce. Por vezes, na estação das chuvas, os rios que cortam o município sofrem com a elevação de seus níveis, provocando enchentes em suas margens, o que exige a existência de um sistema de alerta contra enchentes eficaz. A cidade foi uma das mais afetadas pelas enchentes de 1979, que atingiram vários municípios da bacia do rio Doce. Em 1997, 2003 e 2022 fortes chuvas provocaram novamente grandes inundações nas proximidades dos rios. Há uma série de estações pluviométricas e fluviométricas instaladas em Nova Era, que são administradas pela Companhia de Pesquisa de Recursos Minerais (CPRM) e que visam a alertar a população de uma possível enchente.

### Clima
| Maiores acumulados de chuva em 24 horas registrados em Nova Era por meses | Maiores acumulados de chuva em 24 horas registrados em Nova Era por meses | Maiores acumulados de chuva em 24 horas registrados em Nova Era por meses | Maiores acumulados de chuva em 24 horas registrados em Nova Era por meses | Maiores acumulados de chuva em 24 horas registrados em Nova Era por meses | Maiores acumulados de chuva em 24 horas registrados em Nova Era por meses |
| Mês                                                                       | Acumulado                                                                 | Data                                                                      | Mês                                                                       | Acumulado                                                                 | Data                                                                      |
| ------------------------------------------------------------------------- | ------------------------------------------------------------------------- | ------------------------------------------------------------------------- | ------------------------------------------------------------------------- | ------------------------------------------------------------------------- | ------------------------------------------------------------------------- |
| Janeiro                                                                   | 128 mm                                                                    | 26/01/1979                                                                | Julho                                                                     | 64,2 mm                                                                   | 20/07/1941                                                                |
| Fevereiro                                                                 | 127,2 mm                                                                  | 08/02/2021                                                                | Agosto                                                                    | 34,6 mm                                                                   | 16/08/2003                                                                |
| Março                                                                     | 112,2 mm                                                                  | 12/03/1965                                                                | Setembro                                                                  | 63,1 mm                                                                   | 26/09/2005                                                                |
| Abril                                                                     | 72,2 mm                                                                   | 05/04/1968                                                                | Outubro                                                                   | 84,3 mm                                                                   | 30/10/1944                                                                |
| Maio                                                                      | 58,8 mm                                                                   | 29/05/1979                                                                | Novembro                                                                  | 86,2 mm                                                                   | 12/11/2009                                                                |
| Junho                                                                     | 48 mm                                                                     | 18/06/1958                                                                | Dezembro                                                                  | 150,1 mm                                                                  | 15/12/1942                                                                |
| Fonte: Agência Nacional de Águas e Saneamento Básico (ANA).               |                                                                           |                                                                           |                                                                           |                                                                           |                                                                           |

O clima novaerense é caracterizado, segundo o IBGE, como tropical sub-quente semiúmido (tipo Aw segundo Köppen), tendo temperatura média anual de 21,4 °C com invernos secos e amenos e verões chuvosos e com temperaturas elevadas. O mês mais quente, fevereiro, tem temperatura média de 23,6 °C, sendo a média máxima de 28,8 °C e a mínima de 18,5 °C. E o mês mais frio, julho, de 18 °C, sendo 24,5 °C e 11,5 °C as médias máxima e mínima, respectivamente. Outono e primavera são estações de transição.

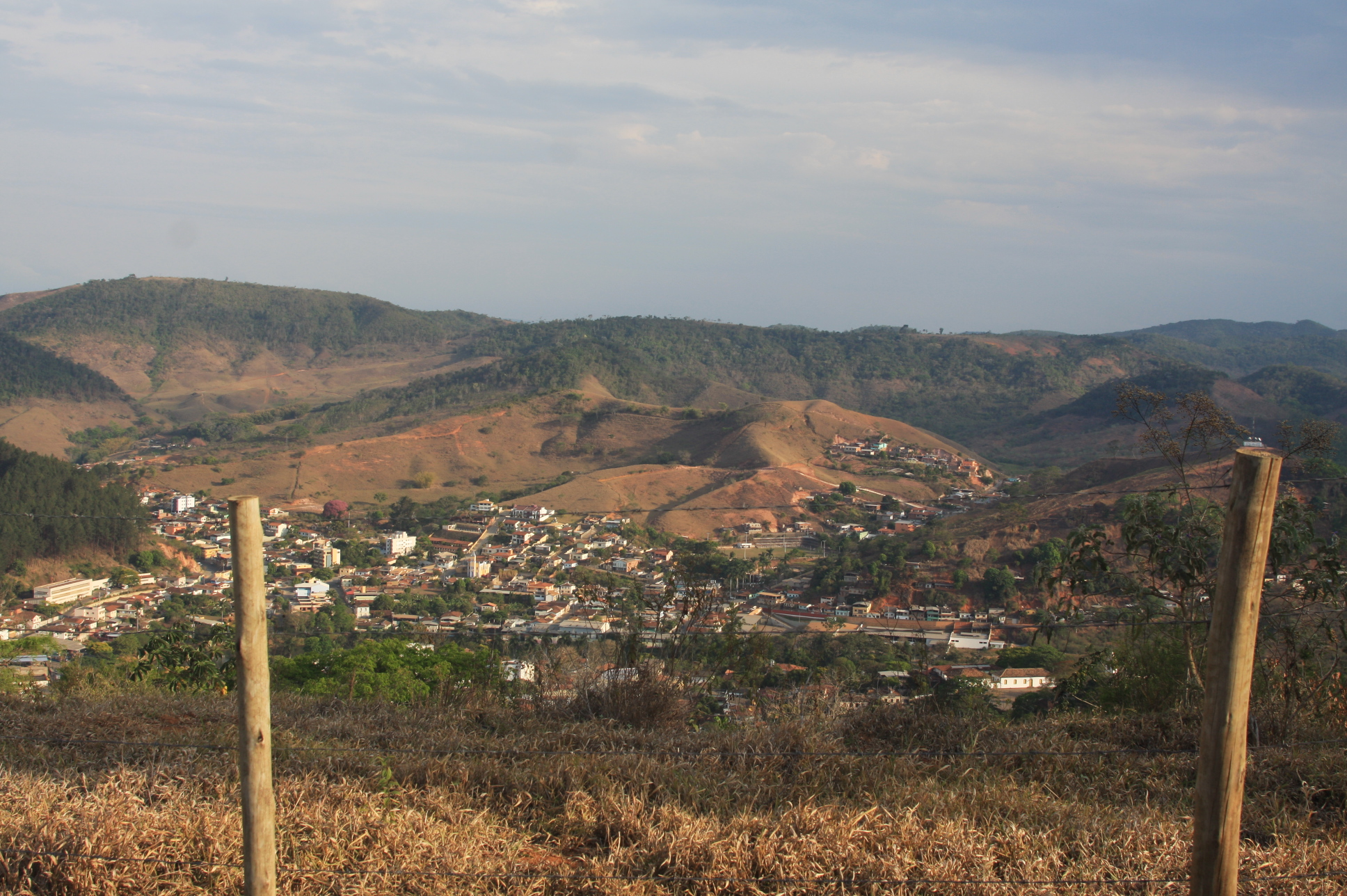
Aspecto da cidade em um dia de tempo quente e seco

A precipitação média anual é de 1 388,5 mm, sendo julho o mês mais seco, quando ocorrem apenas 8,7 mm. Em dezembro, o mês mais chuvoso, a média fica em 311,5 mm. Nos últimos anos, entretanto, os dias quentes e secos durante o inverno têm sido cada vez mais frequentes, não raro ultrapassando a marca dos 30 °C, especialmente entre julho e setembro. Em julho de 2013, por exemplo, a precipitação de chuva na cidade não passou dos 0 mm. Durante a época das secas e em longos veranicos em pleno período chuvoso também são comuns registros de queimadas em morros e matagais, principalmente na zona rural da cidade, o que contribui com o desmatamento e com o lançamento de poluentes na atmosfera, prejudicando ainda a qualidade do ar.
Segundo dados do Sistema de Monitoramento Agroclimático (Agritempo), coletados entre 2007 e 2014, a menor temperatura registrada em Nova Era foi de 6,4 °C, ocorrida no dia 1º de agosto de 2013, enquanto que a maior foi de 33,7 °C em 31 de outubro de 2012. De acordo com a Companhia de Pesquisa de Recursos Minerais (CPRM), desde 1941 o maior acumulado de chuva registrado em 24 horas em Nova Era foi de 150,1 mm no dia 15 de dezembro de 1942. Outros grandes acumulados foram de 128 mm em 26 de janeiro de 1979, 127,2 mm em 8 de fevereiro de 2021 e 116,6 mm em 6 de fevereiro de 2018. Segundo o Instituto Nacional de Pesquisas Espaciais (INPE), o município é o 29º colocado no ranking de ocorrências de descargas elétricas no estado de Minas Gerais (o 106º do centro-sul brasileiro), com uma média anual de 10,4614 raios por quilômetro quadrado.
| Dados climatológicos para Nova Era | Dados climatológicos para Nova Era | Dados climatológicos para Nova Era | Dados climatológicos para Nova Era | Dados climatológicos para Nova Era | Dados climatológicos para Nova Era | Dados climatológicos para Nova Era | Dados climatológicos para Nova Era | Dados climatológicos para Nova Era | Dados climatológicos para Nova Era | Dados climatológicos para Nova Era | Dados climatológicos para Nova Era | Dados climatológicos para Nova Era | Dados climatológicos para Nova Era |
| Mês                                | Jan                                | Fev                                | Mar                                | Abr                                | Mai                                | Jun                                | Jul                                | Ago                                | Set                                | Out                                | Nov                                | Dez                                | Ano                                |
| ---------------------------------- | ---------------------------------- | ---------------------------------- | ---------------------------------- | ---------------------------------- | ---------------------------------- | ---------------------------------- | ---------------------------------- | ---------------------------------- | ---------------------------------- | ---------------------------------- | ---------------------------------- | ---------------------------------- | ---------------------------------- |
| Temperatura máxima média (°C)      | 28,5                               | 28,8                               | 28,8                               | 27,4                               | 25,9                               | 24,9                               | 24,5                               | 26,1                               | 26,8                               | 27,5                               | 27,6                               | 27,5                               | 27                                 |
| Temperatura mínima média (°C)      | 18,3                               | 18,5                               | 18,1                               | 16,5                               | 13,9                               | 12,3                               | 11,5                               | 12,3                               | 15                                 | 16,8                               | 17,7                               | 18,2                               | 15,7                               |
| Precipitação (mm)                  | 229,2                              | 172,9                              | 158,7                              | 83,5                               | 27,9                               | 13,7                               | 8,7                                | 12,6                               | 46,6                               | 114,4                              | 208,8                              | 311,5                              | 1 388,5                            |
| Fonte: Somar Meteorologia          |                                    |                                    |                                    |                                    |                                    |                                    |                                    |                                    |                                    |                                    |                                    |                                    |                                    |

## Demografia
Em 2022, a população foi estimada em 17 438 habitantes pelo censo daquele ano, realizado pelo Instituto Brasileiro de Geografia e Estatística (IBGE). Em 2010, a população era de 17 528 habitantes. Segundo o censo de 2010, 8 349 habitantes eram homens e 9 179 habitantes mulheres. Ainda segundo o mesmo censo, 15 420 habitantes viviam na zona urbana e 2 108 na zona rural. Da população total, 3 962 habitantes (22,60%) tinham menos de 15 anos de idade, 12 028 habitantes (68,62%) tinham de 15 a 64 anos e 1 538 pessoas (8,77%) possuíam mais de 65 anos, sendo que a esperança de vida ao nascer era de 74,5 anos e a taxa de fecundidade total por mulher era de 2,0.

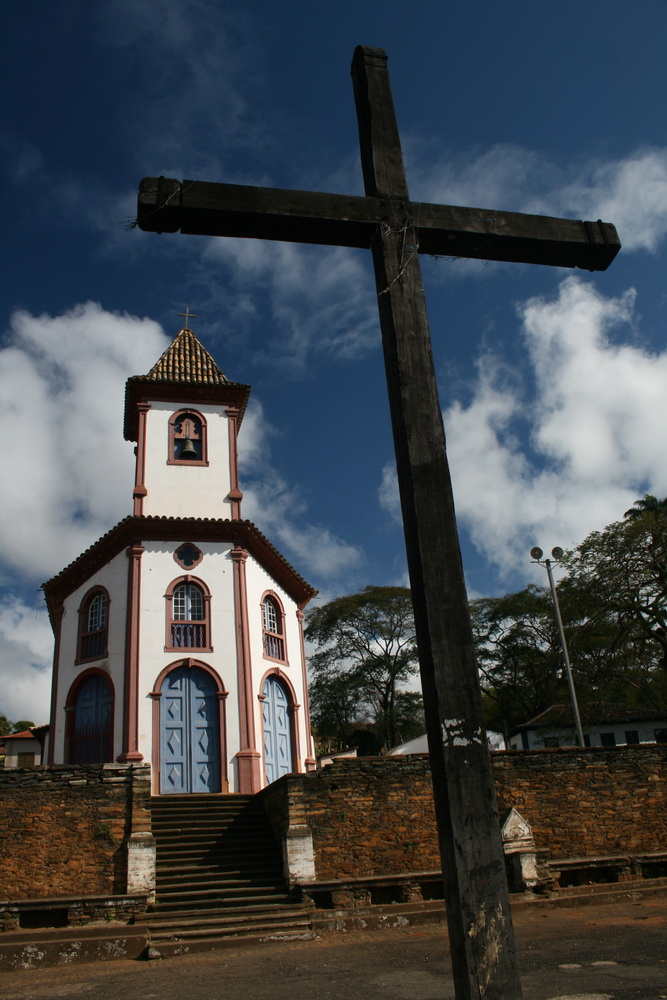
Fachada da Igreja Matriz de São José

Em 2010, a população novaerense era composta por 4 928 brancos (28,12%), 3 055 negros (17,43%), 336 amarelos (1,92%), 9 200 pardos (52,49%) e nove indígenas (0,05%). Considerando-se a região de nascimento, 16 715 eram nascidos no Sudeste (95,36%), 553 no Nordeste (3,15%), 157 no Centro-Oeste, 46 no Norte (0,26%) e seis no Sul (0,03%). 16 505 habitantes eram naturais do estado de Minas Gerais (94,17%) e, desse total, 12 251 eram nascidos em Nova Era (69,89%). Entre os 1 023 naturais de outras unidades da federação, a Bahia era o estado com maior presença, com 513 pessoas (0,34%), seguido por Goiás, com 147 residentes (0,84%), e pelo Espírito Santo, com 133 habitantes residentes no município (0,76%).
O Índice de Desenvolvimento Humano Municipal (IDH-M) de Nova Era é considerado alto pelo Programa das Nações Unidas para o Desenvolvimento (PNUD), sendo que seu valor é de 0,709 (o 1638º maior do Brasil). A cidade possui a maioria dos indicadores próximos à média nacional segundo o PNUD. Considerando-se apenas o índice de educação o valor é de 0,639, o valor do índice de longevidade é de 0,825 e o de renda é de 0,675. De 2000 a 2010, a proporção de pessoas com renda domiciliar per capita de até meio salário mínimo reduziu em 47,8% e em 2010, 86,5% da população vivia acima da linha de pobreza, 10,1% encontrava-se na linha da pobreza e 3,6% estava abaixo e o coeficiente de Gini, que mede a desigualdade social, era de 0,474, sendo que 1,00 é o pior número e 0,00 é o melhor. A participação dos 20% da população mais rica da cidade no rendimento total municipal era de 52,1%, ou seja, 11,7 vezes superior à dos 20% mais pobres, que era de 3,3%.
De acordo com dados do censo de 2010 realizado pelo IBGE, a população de Nova Era está composta por: 12 351 católicos (70,46%), 4 136 evangélicos (23,60%), 130 Testemunhas de Jeová (0,74%), 63 espíritas (0,36%), 784 pessoas sem religião (4,47%) e os 0,37% restantes estavam distribuídos entre outros credos religiosos. A cidade sedia a Paróquia São José da Lagoa, subordinada à Diocese de Itabira-Fabriciano.

## Política e administração
A administração municipal se dá pelos Poderes Executivo e Legislativo. O Executivo é exercido pelo prefeito, auxiliado pelo seu gabinete de secretários. O atual prefeito é Txai Costa, do Rede Sustentabilidade (REDE), eleito nas eleições municipais de 2020 com 42,40% dos votos válidos e empossado em 1º de janeiro de 2021, ao lado de Moriá Benevides como vice-prefeito. O Poder Legislativo, por sua vez, é constituído pela câmara municipal, composta por nove vereadores. Cabe à casa elaborar e votar leis fundamentais à administração e ao Executivo, especialmente o orçamento participativo (Lei de Diretrizes Orçamentárias).
Em complementação ao processo Legislativo e ao trabalho das secretarias, existem também conselhos municipais em atividade, entre os quais dos direitos da criança e do adolescente (criado em 1997), tutelar (2001) e direitos do idoso (2003). Nova Era se rege por sua lei orgânica, que foi promulgada em 19 de maio de 1990, e abriga uma comarca do Poder Judiciário estadual, de primeira entrância, tendo como termo o município de Bela Vista de Minas. O município possuía, em fevereiro de 2017, 15 131 eleitores, de acordo com o Tribunal Superior Eleitoral (TSE), o que representa 0,096% do eleitorado mineiro.

## Economia
No Produto Interno Bruto (PIB) de Nova Era, destaca-se a área de prestação de serviços. De acordo com dados do IBGE, relativos a 2011, o PIB do município era de R$ 279 540 mil. 45 445 mil eram de impostos sobre produtos líquidos de subsídios a preços correntes e o PIB per capita era de R$ 15 963,69. Em 2010, 61,81% da população maior de 18 anos era economicamente ativa, enquanto que a taxa de desocupação era de 12,42%.
Em 2012, salários juntamente com outras remunerações somavam 65 789 mil reais e o salário médio mensal de todo município era de 2,2 salários mínimos. Havia 445 unidades locais e 439 empresas atuantes. Segundo o IBGE, 63,21% das residências sobreviviam com menos de salário mínimo mensal por morador (3 827 domicílios), 27,01% sobreviviam com entre um e três salários mínimos para cada pessoa (1 405 domicílios), 4,13% recebiam entre três e cinco salários (215 domicílios), 2,61% tinham rendimento mensal acima de cinco salários mínimos (136 domicílios) e 3,04% não tinham rendimento (158 domicílios).
Setor primário
| Produção de cana-de-açúcar, milho e feijão (2012) | Produção de cana-de-açúcar, milho e feijão (2012) | Produção de cana-de-açúcar, milho e feijão (2012) |
| ------------------------------------------------- | ------------------------------------------------- | ------------------------------------------------- |
| Produto                                           | Área colhida (hectares)                           | Produção (tonelada)                               |
| Cana-de-açúcar                                    | 30                                                | 1 800                                             |
| Milho                                             | 120                                               | 334                                               |
| Feijão                                            | 40                                                | 30                                                |

Em 2011, a pecuária e a agricultura acrescentavam 5 918 mil reais na economia de Nova Era, enquanto que em 2010, 6,33% da população economicamente ativa do município estava ocupada no setor. Segundo o IBGE, em 2012 o município possuía um rebanho de 12 asininos, 10 145 bovinos, 229 bubalinos, 55 caprinos, 284 equinos, 160 muares, 36 ovinos, 668 suínos e 3 800 aves, entre estas 1 100 galinhas e 2 700 galos, frangos e pintinhos. Neste mesmo ano, a cidade produziu 2 032 mil litros de leite de 1 682 vacas, 9 mil dúzias de ovos de galinha e 3 200 quilos de mel de abelha.
Na lavoura temporária, são produzidos principalmente a cana-de-açúcar (1 800 toneladas produzidas e 30 hectares cultivados), o milho (120 toneladas e 334  hectares colhidos) e o feijão (30 toneladas e 40 hectares), além do alho. Já na lavoura permanente, destacam-se o café (91 toneladas produzidas e 40 hectares cultivados), a tangerina (50 toneladas e cinco hectares) e a banana (48 toneladas e quatro hectares), além da laranja.
Setores secundário e terciário

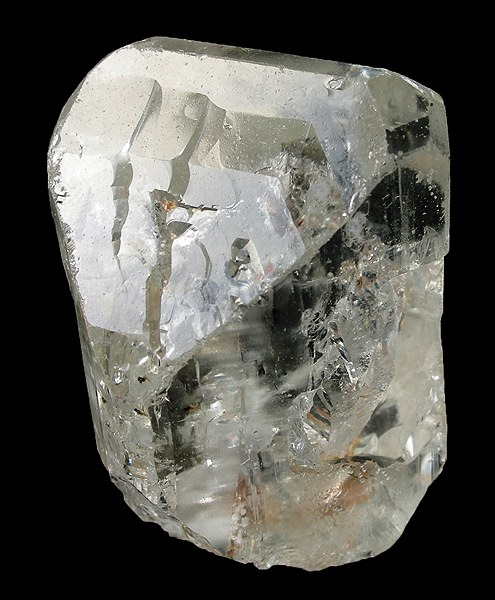
Topázio extraído no município

A indústria, em 2011, era segundo setor mais relevante para a economia do município. 98 571 reais do PIB municipal eram do valor adicionado bruto do setor secundário. A origem da produção industrial está piamente ligada à extração mineral, em especial do garimpo do ouro. Segundo o Departamento Nacional de Produção Mineral (DNPM), as principais reservas minerais do município são de água mineral, feldspato e quartzo. Também se fazem presentes em Nova Era os ramos industriais da fabricação de móveis e artefatos mobilísticos, da produção de alimentos e bebidas, da fabricação de produtos oriundos de minerais e da metalurgia, além da extração de carvão vegetal e madeira a fim de abastecer as siderúrgicas de João Monlevade e do Vale do Aço, em especial do eucalipto destinado à usina de celulose da Cenibra, situada no município de Belo Oriente.
Em 2012, de acordo com o IBGE, foram extraídos 457 toneladas de carvão vegetal e 158 681 metros cúbicos de madeira em tora, sendo 99,8% deste total destinado à produção de papel e celulose. Nova Era é equipada com um distrito industrial, administrado pela Companhia de Desenvolvimento Econômico de Minas Gerais (Codemig), e segundo estatísticas do ano de 2010, 5,71% dos trabalhadores do município estavam ocupados no setor industrial extrativo e 7,84% na indústria de transformação. Neste mesmo ano, 13,47% da população ocupada estava empregada no setor de construção, 0,54% nos setores de utilidade pública, 17,51% no comércio e 44,06% no setor de serviços e em 2011, 129 606 reais do PIB municipal eram do valor adicionado bruto do setor terciário.

## Infraestrutura

### Habitação e criminalidade
No ano de 2010, a cidade tinha 5 201 domicílios particulares permanentes. Desse total, 4 805 eram casas, 350 eram apartamentos, nove eram casas de vila ou em condomínios e 37 eram habitações em casa de cômodos ou cortiços. Do total de domicílios, 3 920 são imóveis próprios (3 772 já quitados e 148 em aquisição), 842 foram alugados, 422 foram cedidos (94 cedidos por empregador e 328 cedidos de outra forma) e 17 foram ocupados sob outra condição. Parte dessas residências conta com água tratada, energia elétrica, esgoto, limpeza urbana, telefonia fixa e telefonia celular. 4 382 domicílios eram atendidos pela rede geral de abastecimento de água (84,25% do total) e em 807 residências (15,51% delas) a água consumida é extraída de poços ou nascentes.
Também em 2010, 5 119 domicílios (98,42% do total) possuíam banheiros para uso exclusivo das residências; 5 025 (96,61% deles) eram atendidos por algum tipo de serviço de coleta de lixo; e 5 171 (99,42%) possuíam abastecimento de energia elétrica. A criminalidade também ainda é um problema presente em Nova Era. Em 2012, foi registrada uma taxa de 17,1 homicídios para cada 100 mil habitantes, sendo o 108º maior índice do estado de Minas Gerais e o 1402º maior do Brasil. Entre 2010 e 2012, ocorreram dez acidentes de trânsito (três em 2010, três em 2011 e quatro em 2012) e dois suicídios (um em 2010 e um em 2012).

### Saúde e educação
Em 2009, o município possuía 12 estabelecimentos de saúde entre hospitais, pronto-socorros, postos de saúde e serviços odontológicos, sendo seis públicos municipais, um público estadual e cinco particulares e sete deles integrantes do Sistema Único de Saúde (SUS), com um total de 68 leitos para internação (todos privados). Em 2012, 100% das crianças menores de 1 ano de idade estavam com a carteira de vacinação em dia. Em 2011, foram registrados 224 nascidos vivos, sendo que o índice de mortalidade infantil neste ano foi de 17,9 óbitos de crianças menores de cinco anos de idade a cada mil nascidos vivos. Em 2010, 6,84% das mulheres de 10 a 17 anos tiveram filhos (todas acima dos 14 anos), sendo a taxa de atividade em meninas entre 10 e 14 anos de 3,77%. Do total de crianças menores de dois anos pesadas pelo Programa Saúde da Família em 2013, 0,6% apresentava desnutrição.
Na área da educação, o Índice de Desenvolvimento da Educação Básica (IDEB) médio entre as escolas públicas de Nova Era era, no ano de 2011, de 5,7 (numa escala de avaliação que vai de nota 1 à 10), sendo que a nota obtida por alunos do 5º ano (antiga 4ª série) foi de 6,5 e do 9º ano (antiga 8ª série) foi de 4,8; o valor das escolas públicas de todo o Brasil era de 4,0. Em 2010, 0,42% das crianças com faixa etária entre seis e quatorze anos não estavam cursando o ensino fundamental. A taxa de conclusão, entre jovens de 15 a 17 anos, era de 49,9% e o percentual de alfabetização de jovens e adolescentes entre 15 e 24 anos era de 99,3%. Em 2013, a distorção idade-série entre alunos do ensino fundamental, ou seja, com com idade superior à recomendada, era de 3,5% para os anos iniciais e 22,3% nos anos finais e, no ensino médio, a defasagem chegava a 25,2%. Em 2010, dentre os habitantes de 18 anos ou mais, 49,74% tinham completado o ensino fundamental e 34,58% o ensino médio, sendo que a população tinha em média 9,82 anos esperados de estudo.
Em 2010, de acordo com dados da amostra do censo demográfico, da população total, 5 041 habitantes frequentavam creches e/ou escolas. Desse total, 182 frequentavam creches, 535 estavam no ensino pré-escolar, 259 na classe de alfabetização, 37 na alfabetização de jovens e adultos, 2 451 no ensino fundamental, 845 no ensino médio, 128 na educação de jovens e adultos do ensino fundamental, 217 na educação de jovens e adultos do ensino médio e 12 na especialização de nível superior. 12 487 pessoas não frequentavam unidades escolares, sendo que 1 284 nunca haviam frequentado e 11 203 haviam frequentado alguma vez. O município contava, em 2012, com 3 895 matrículas nas instituições de educação infantil e ensinos fundamental e médio da cidade e dentre as 12 escolas que ofereciam ensino fundamental, cinco pertenciam à rede pública municipal, cinco à rede estadual e duas às redes particulares. Dentre as três instituições que forneciam o ensino médio, duas pertenciam à rede pública estadual e uma à rede privada.
| Ensino pré-escolar | 514   | 26  | 2  |
| Ensino fundamental | 2 569 | 164 | 12 |
| Ensino médio       | 812   | 59  | 3  |

### Comunicação e serviços básicos
O código de área (DDD) de Nova Era é 31 e o Código de Endereçamento Postal (CEP) é 35920-000. No dia 19 de janeiro de 2009, o município passou a ser servido pela portabilidade, juntamente com outros municípios com o mesmo DDD. A portabilidade é um serviço que possibilita a troca da operadora sem a necessidade de se trocar o número do aparelho.
A responsável pelo serviço de abastecimento de energia elétrica no município é a Companhia Energética de Minas Gerais (Cemig). Segundo a empresa, em 2003 havia 5 897 consumidores e foram consumidos 363 624 056 KWh de energia. Os serviços de abastecimento de água e coleta de esgoto da cidade são feitos pela Companhia de Saneamento de Minas Gerais (Copasa), sendo que em 2008, havia 4 783 unidades consumidoras e eram distribuídos em média 1 668 m³ de água tratada por dia.

### Transportes

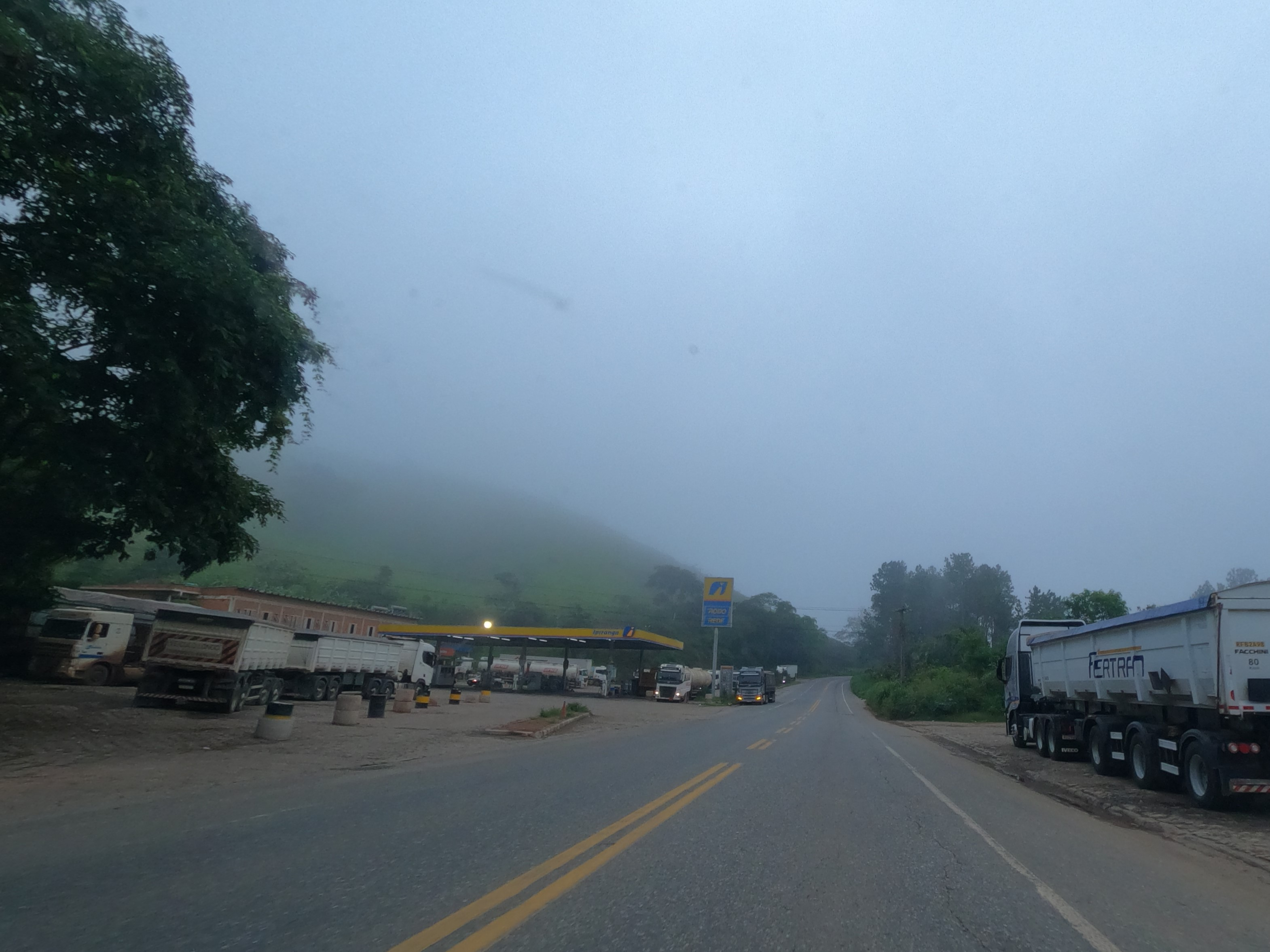
Trecho da BR-381 em Nova Era

A frota municipal no ano de 2012 era de 6 358 veículos, sendo 3 834 automóveis, 216 caminhões, 131 caminhões-trator, 491 caminhonetes, 113 caminhonetas, 21 micro-ônibus, 1 145 motocicletas, 64 motonetas, 66 ônibus, 18 utilitários e 259 classificados como outros tipos de veículo.
No começo da década de 1930, o ainda distrito de São José da Lagoa, pertencente a Itabira, passou a ser atendido pela Estrada de Ferro Vitória a Minas (EFVM). A primeira estação ferroviária da cidade, a Estação São José da Lagoa, foi inaugurada em 13 de novembro de 1932 e fazia parte do antigo Ramal de Nova Era, que entrou em funcionamento em 11 de fevereiro de 1935, conectando a EFVM a partir do município à extinta Estrada de Ferro Central do Brasil. Após o relocamento da linha férrea, o antigo terminal foi desativado em 2001 e seu prédio foi transformado mais tarde na Escola Municipal Estação Crescer. A Estação Desembargador Drummond, que foi inaugurada em 1937, ainda possibilita o transporte de passageiros com saídas diárias para Belo Horizonte e Vitória ou outras cidades que possuam estações por meio da EFVM.
Nova Era possui acesso às rodovias federais BR-120, que começa em Arraial do Cabo, no Rio de Janeiro, passa por cidades mineiras como Viçosa e Itabira e termina em Araçuaí; BR-381, que começa em São Mateus, no litoral do Espírito Santo, passa por Governador Valadares, pelo Vale do Aço, Região Metropolitana de Belo Horizonte e sul de Minas e termina na cidade de São Paulo; e BR-262, que começa em Vitória, no Espírito Santo, passa por cidades como Belo Horizonte (até onde acompanha a BR-381, desde João Monlevade), Uberaba e Campo Grande e termina junto à fronteira com a Bolívia, em Corumbá, Mato Grosso do Sul. A cidade conta com um terminal rodoviário, o Terminal Rodoviário Guilherme de Araújo, que foi inaugurado em setembro de 2009 e fornece saídas diárias diretas para cidades como Belo Horizonte, João Monlevade, Ipatinga, Antônio Dias, São Domingos do Prata e Ponte Nova.

## Cultura e lazer

### Instituições culturais

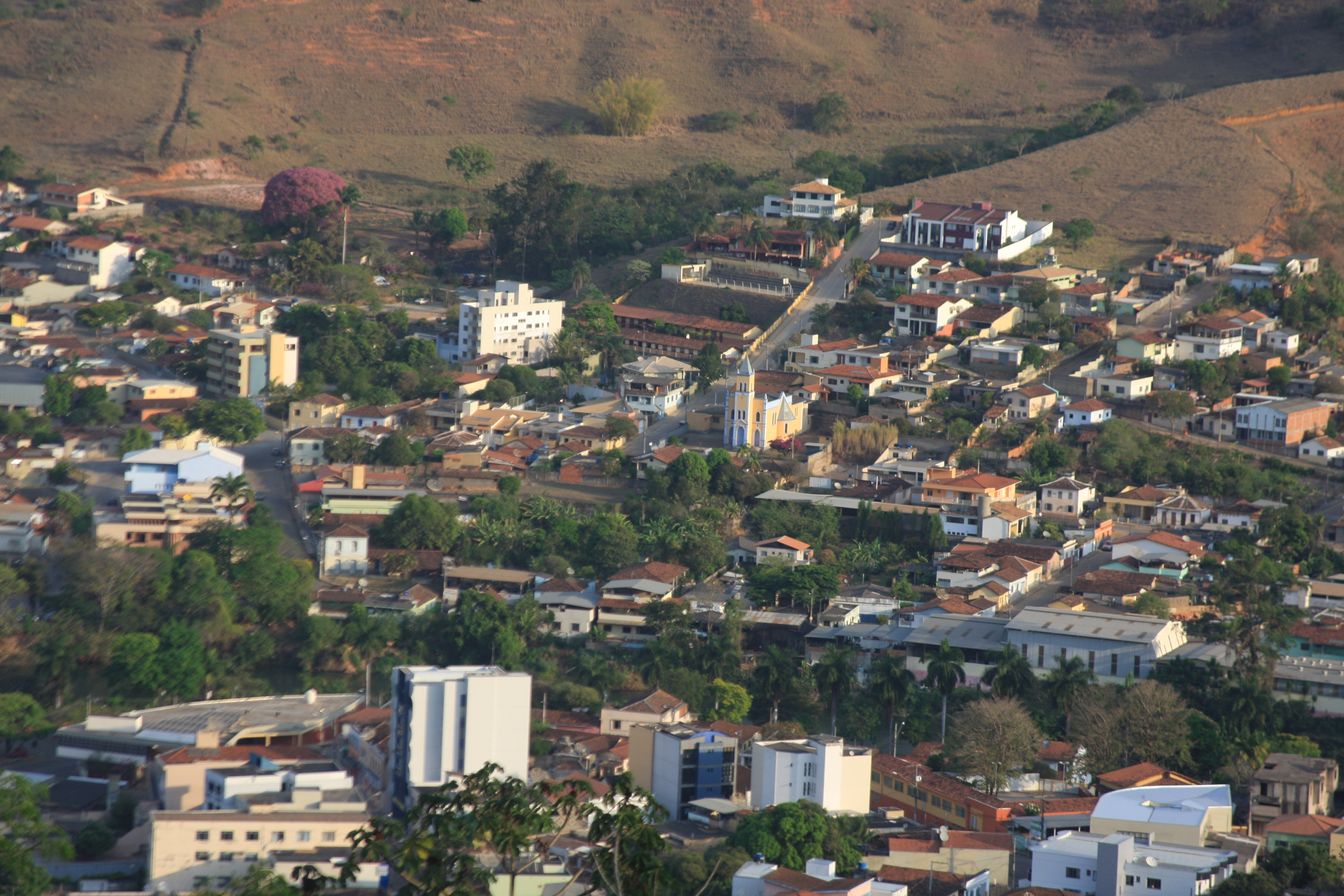
Vista parcial de Nova Era com a Igreja Nossa Senhora do Rosário ao centro

Nova Era conta com um conselho municipal de cultura, criado em 2001 e de caráter consultivo e deliberativo, e conselho municipal de preservação do patrimônio, criado em 2011 e de caráter consultivo e normativo, sendo ambos paritários. Também há legislações municipais de proteção ao patrimônio cultural material, ministradas por uma secretaria municipal que atua órgão gestor da cultura no município. Dentre os espaços culturais, destaca-se a existência de uma biblioteca mantida pelo poder público municipal, museus e estádios ou ginásios poliesportivos, segundo o IBGE em 2005 e 2012. A Biblioteca Pública Municipal Ely de Araújo possui um acervo de cerca de 26 mil títulos e disponibiliza cursos de informática e acesso à internet gratuito, por meio do telecentro comunitário, mantido em parceria com o Centro de Referência de Assistência Social (CRAS).
Há existência de equipes artísticas de manifestações tradicionais populares, grupos musicais, bandas, corais, grupos de desenho e pintura e blocos carnavalescos, de acordo com o IBGE em 2012. As Guardas de Congos Nossa Senhora do Rosário referenciam a devoção dos escravos à Nossa Senhora do Rosário, surgida no século XVII. Na Igreja Matriz de São José da Lagoa, está conservado um altar datado do século XVIII, ocupado por uma imagem de Nossa Senhora do Rosário sob um trono ladeado por imagens de São Benedito e Santa Ifigênia, cujas origens estão relacionadas à devoção dos escravos e que é uma referência à antiga Igreja do Rosário, que por sua vez foi construída no século XIX e demolida na década de 1920. O artesanato também é uma das formas mais espontâneas da expressão cultural novaerense, sendo que, segundo o IBGE, as principais atividades artesanais desenvolvidas são o bordado, a manutenção da culinária típica e trabalhos com pedras preciosas.

### Atrativos e eventos

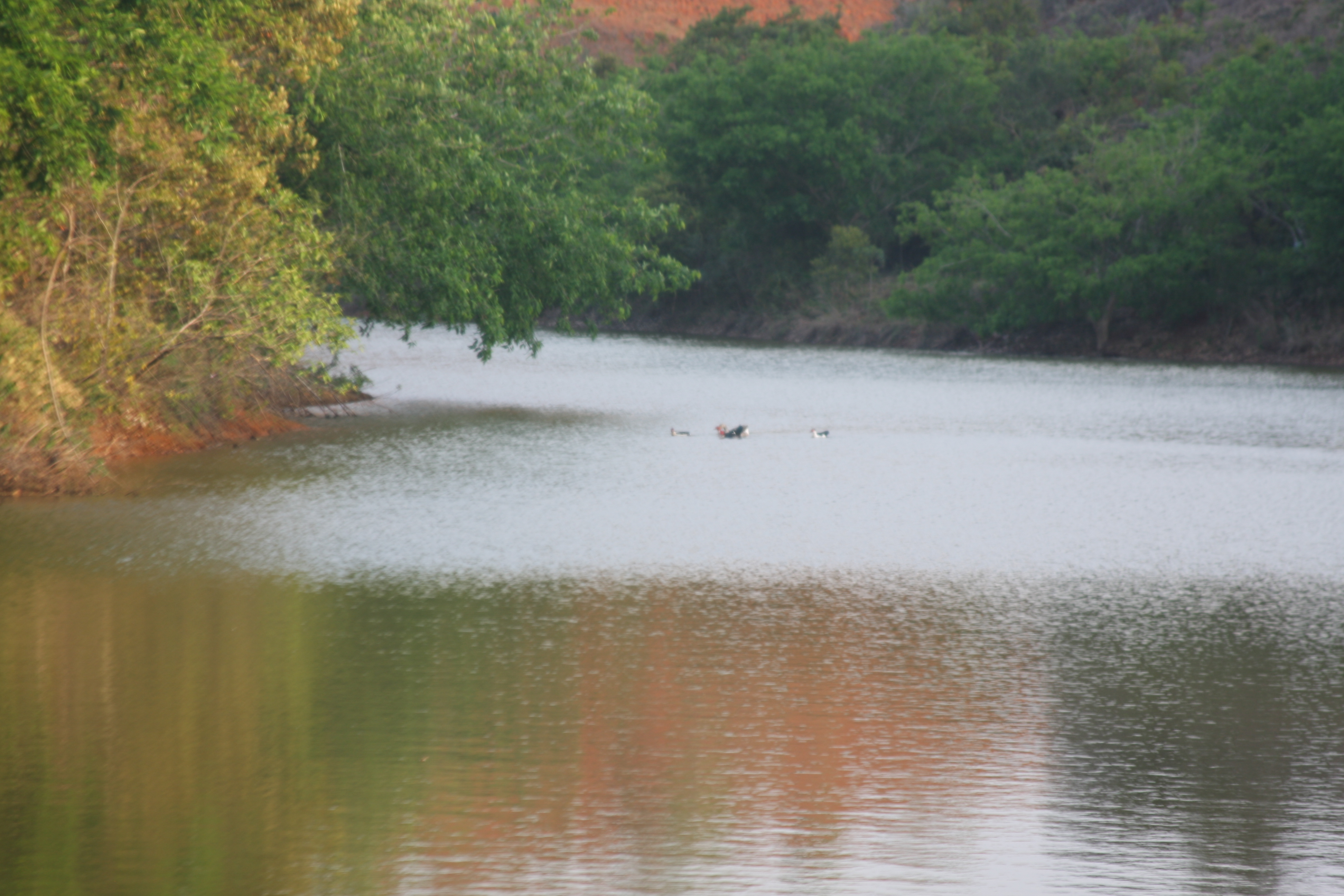
Vista da Lagoa São José

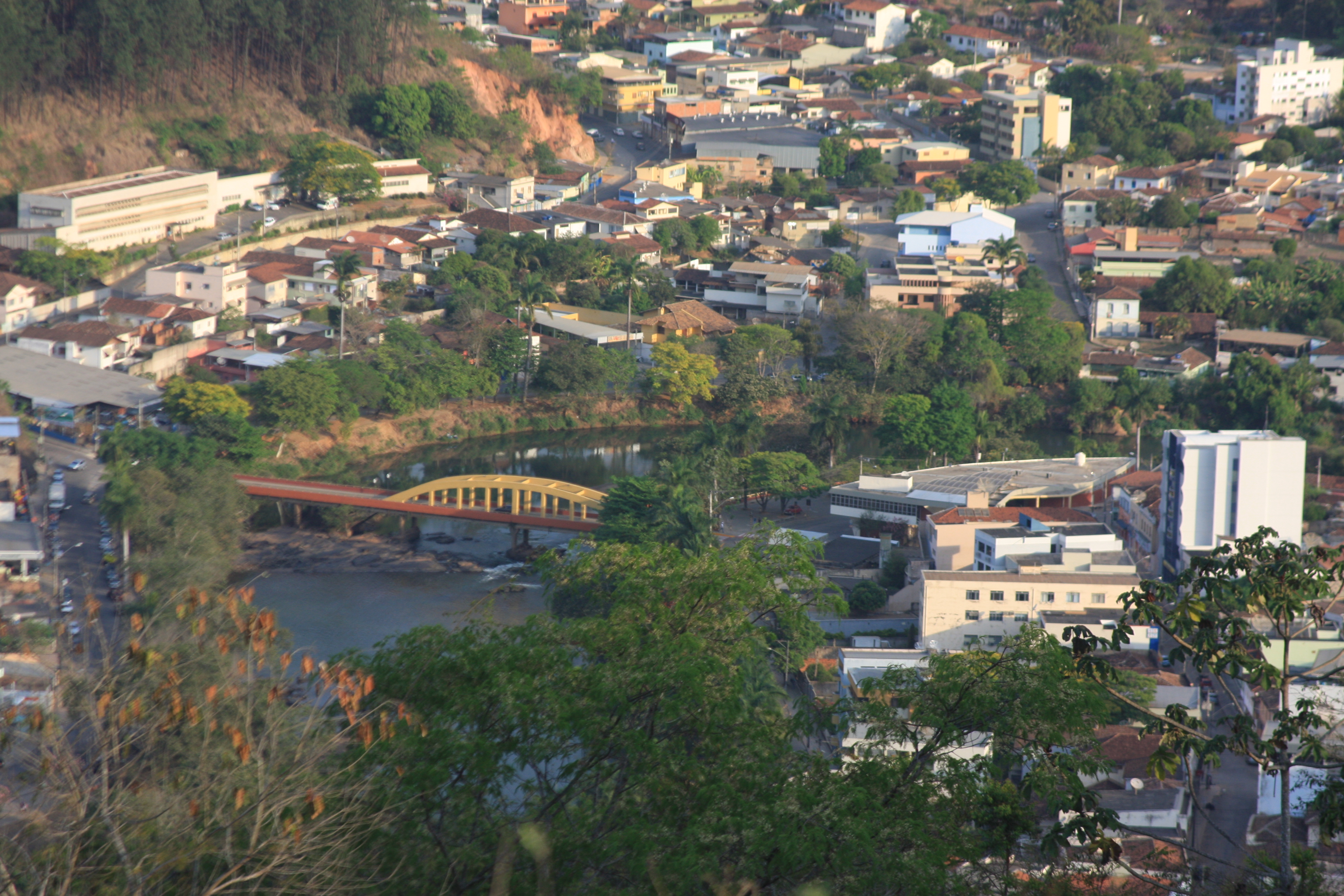
Vista da cidade com destaque à Ponte Benedito Valadares

Dentre os principais eventos realizados regularmente em Nova Era, que configuram-se como importantes atrativos, destacam-se o Carnaval da cidade, organizado em fevereiro ou março, com desfiles dos blocos carnavalescos da cidade, trios elétricos e espetáculos musicais com bandas regionais distribuídos em dois circuitos, sendo um dos maiores de toda a região; a Festa de São José, padroeiro municipal, ao lado das comemorações do aniversário da cidade, que mesmo sendo celebrados no dia 19 de março, envolvem semanas seguidas de missas, procissões e apresentações das Guardas de Congos Nossa Senhora do Rosário, além de espetáculos musicais; a Semana Santa, com missas, procissões e encenações em memória à Paixão e Ressurreição de Jesus organizadas pela Paróquia São José da Lagoa; as celebrações de Corpus Christi; a Cavalgada de Nova Era, em junho; as festas juninas, entre junho e julho; a Festa de Nossa Senhora do Rosário, em outubro; e as comemorações de Natal.
Dentre os atrativos materiais e arquitetônicos, cabem ser ressaltados a Fazenda da Vargem, que foi estruturada no começo do século XIX, possui um total de cerca de 10 mil m² e cuja sede reflete a arquitetura colonial, servindo à época de sua inauguração como um dos principais entrepostos comerciais da região; a Gruta de São José da Lagoa, situada às margens da BR-381 e inaugurada em 19 de março de 1966; a Lagoa São José e Centro de Educação Ambiental (CEAM); a Ponte Benedito Valadares, que foi inaugurada em 13 de maio de 1940 pelo então governador mineiro Benedito Valadares e presidente da república Getúlio Vargas e é a principal ligação entre as áreas da cidade divididas pelo rio Piracicaba, tendo um total de 86 metros de uma ponta a outra e sendo um dos principais pontos de referência do município; além da Igreja Matriz de São José da Lagoa. Nova Era faz parte do Circuito do Ouro, que foi criado em 21 de fevereiro de 2005 pela Secretaria de Estado de Turismo com o objetivo de estimular o turismo na região.

### Feriados
Em Nova Era, há três feriados municipais e oito feriados nacionais, além dos pontos facultativos. Os feriados municipais são o dia do aniversário da cidade e de São José, padroeiro municipal, em 19 de março; o Corpus Christi, que em 2025 é celebrado no dia 19 de junho; e o dia da Assunção de Maria, comemorado em 15 de agosto. De acordo com a lei federal nº 9.093, aprovada em 12 de setembro de 1995, os municípios podem ter no máximo quatro feriados municipais com âmbito religioso, já incluída a Sexta-Feira Santa.